# Schloss Paffendorf

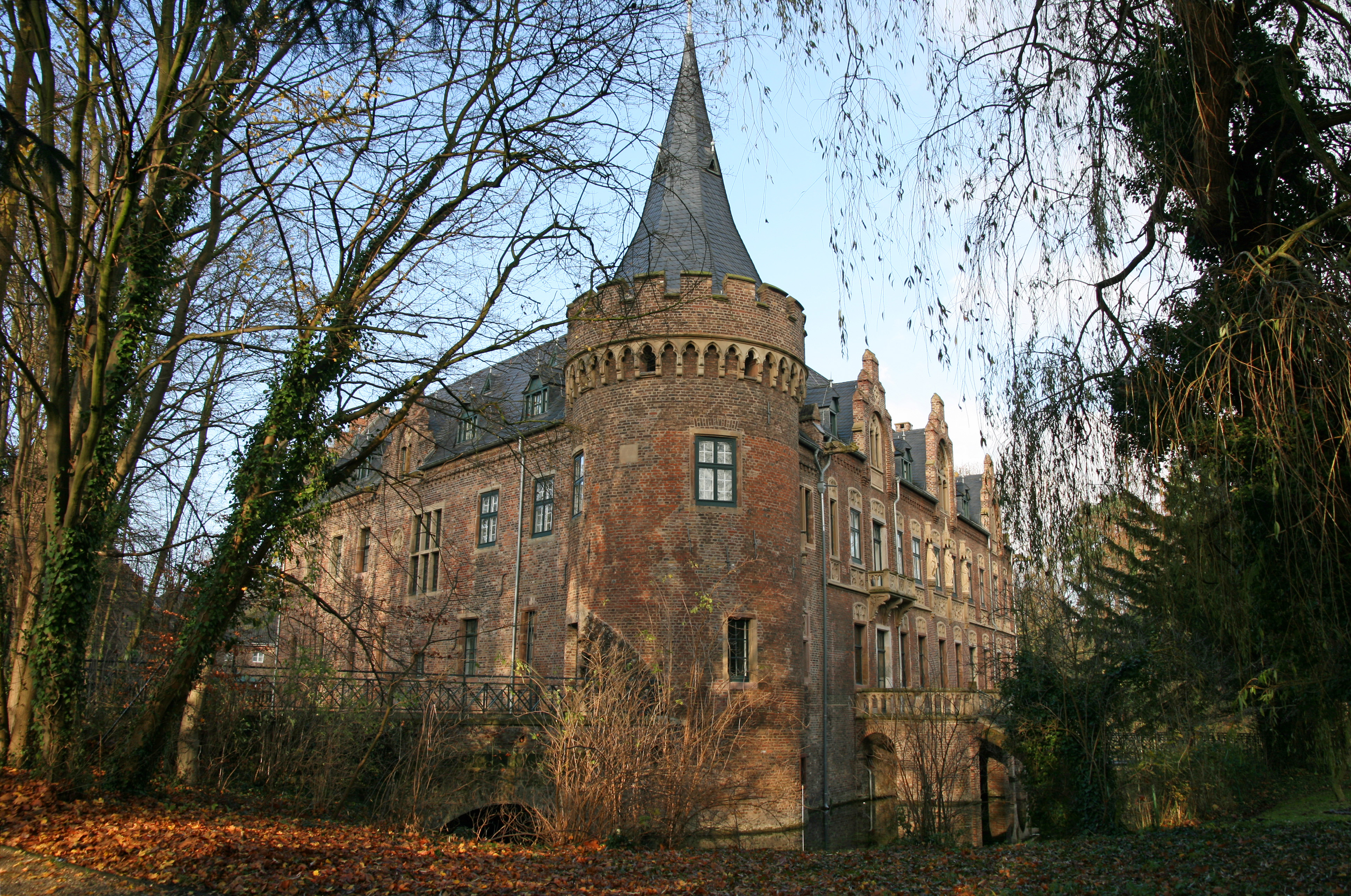
Schloss Paffendorf

Das Schloss Paffendorf in Bergheim im Rhein-Erft-Kreis ist heute ein beliebtes Ausflugsziel. Es wird von RWE Power seit 1976 als Informations- und Veranstaltungszentrum genutzt.

## Geschichte

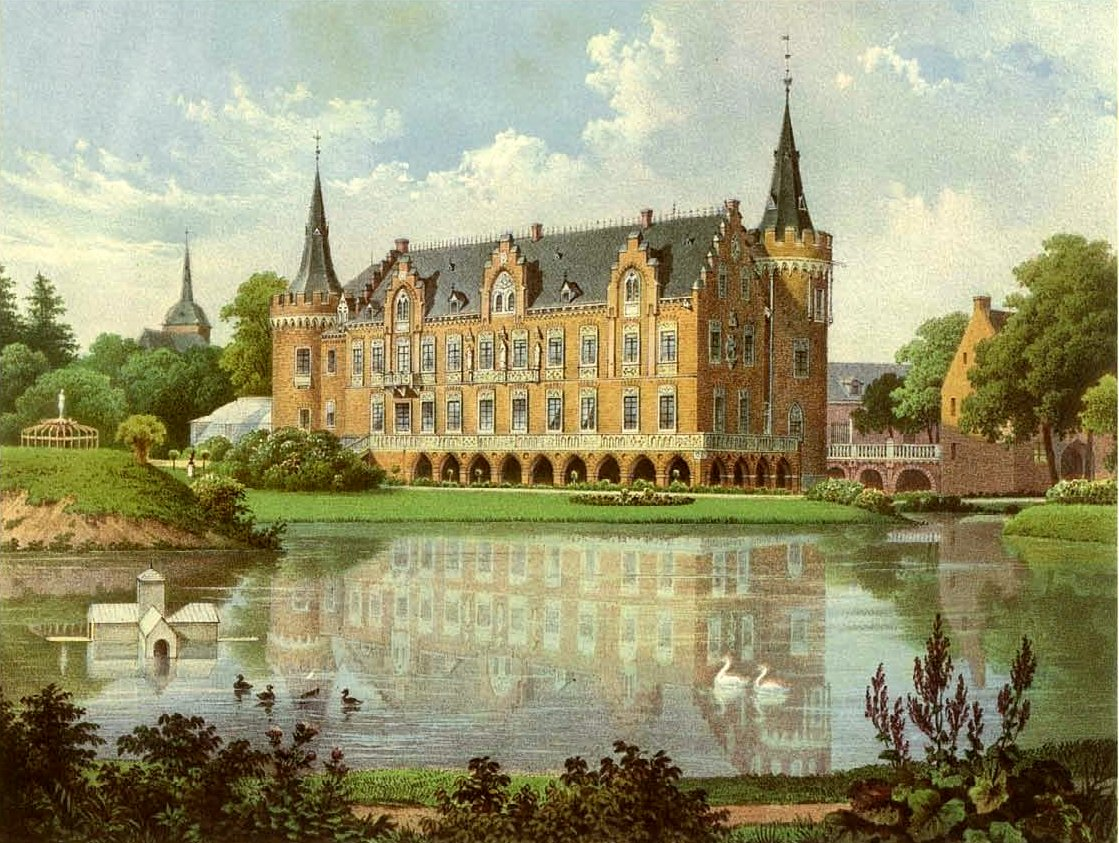
Schloss Paffendorf um 1860, Sammlung Alexander Duncker

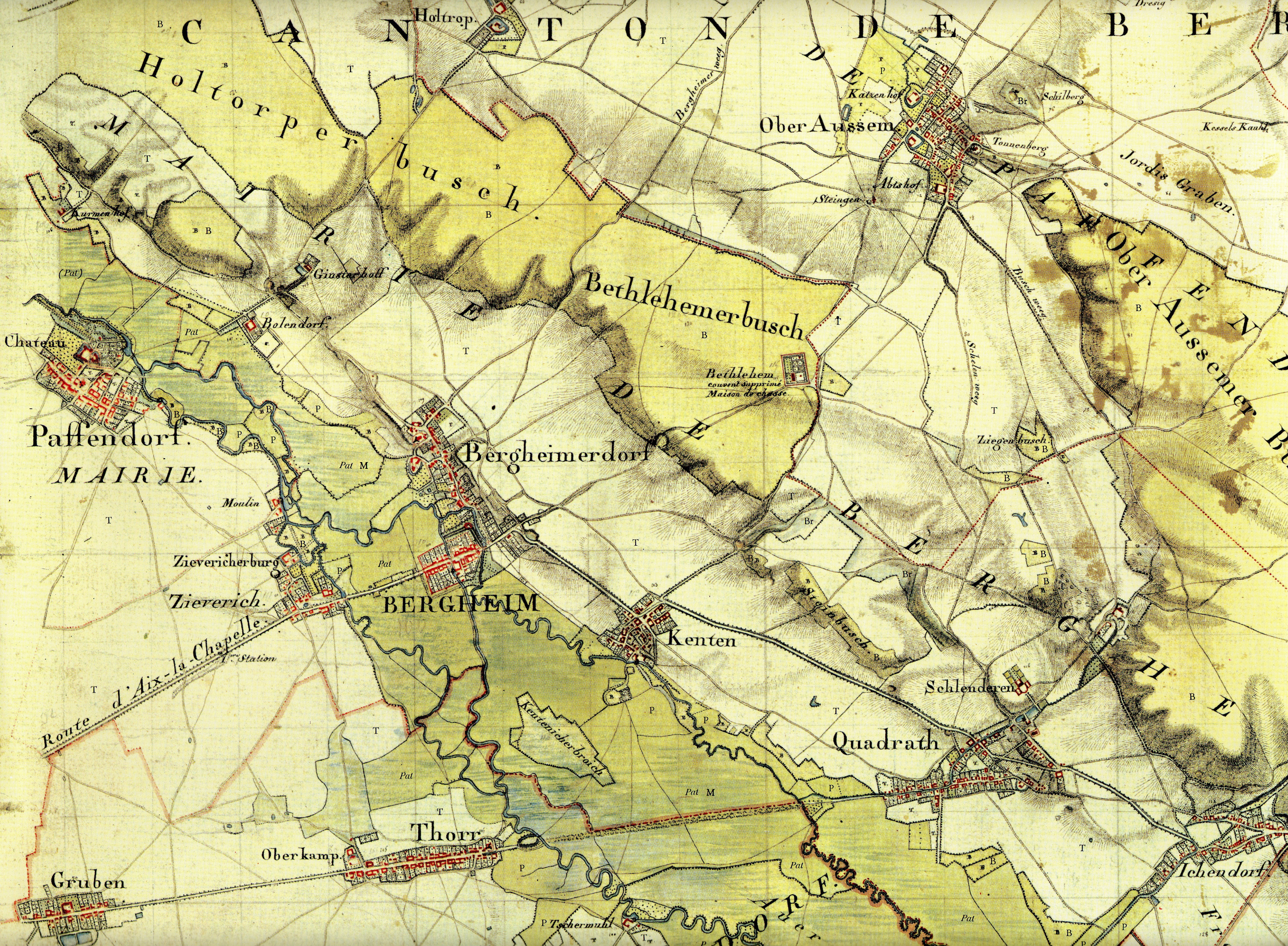
Paffendorf und Hof Curmen auf der Tranchot-Karte von 1807

Eine Vogtei Paffendorf wird erstmals im Jahre 1230 erwähnt.
Nach 1516 wurde der Besitz durch Maria Mascherel von Rode, Tochter des Winand V. Mascherel von Rode, Herrn auf Burg Wijnandsrade (bei Nuth, Provinz Limburg), an ihren Ehemann Wilhelm von dem Bongart, den Herrn auf Burg Bergerhausen, gebracht (1531 übertrug ihm sein Schwiegervater auch Wijnandsrade, das bis 1916 im Besitz der Freiherren von dem Bongart verblieb). Die Burg Paffendorf blieb ebenfalls über 400 Jahre einer der Nebensitze des Geschlechts. Zum Hauptsitz wurde sie erst zu Beginn des 19. Jh. Die letzte Hausherrin, Marietta Freifrau von dem Bongart, verkaufte den Besitz 1958 an eine Vorgängergesellschaft von RWE Power, als der damalige Tagebau Fortuna-Garsdorf die Grenzen des Schlossparks erreichte. 1818 hatten die von Bongarts das wenige hundert Meter nördlich gelegene Rittergut Hof Curmen mit allen seinen Ländereien vom letzten Besitzer, Graf von Goltstein, gekauft und den Gutshof anschließend verfallen lassen. Das Gut, das erstmals 1196 erwähnt worden war und lange Zeit der Familie von Harff gehört hatte, bestand aus einer Motte und einer Vorburg mit Wassergräben. Auf dem Gelände neben dem Jüdischen Friedhof sind heute nur noch wenige Eindrücke im Gelände zu erkennen.

## Beschreibung

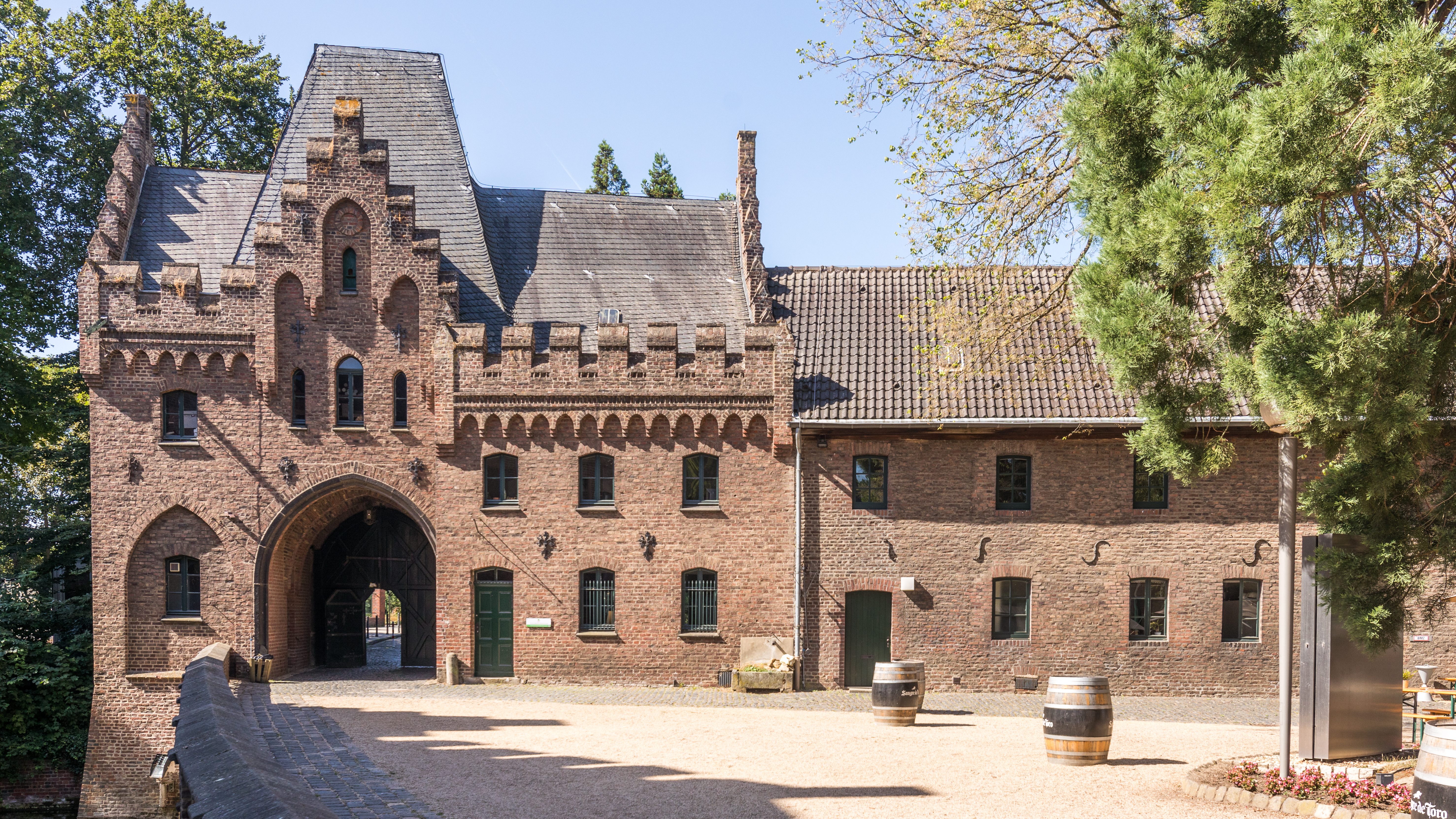
Schloss Paffendorf

Das Gebäude wurde zwischen 1531 und 1546 unter Wilhelm von dem Bongard ganz aus Backstein im Stil der Renaissance auf Grundmauern eines Vorgängerbaus erbaut. Die zweiteilige Anlage ist mit einem großen Wassergraben umgeben, der früher aus der Erft gespeist wurde. Zugänglich ist sie durch zwei gegenüberliegende Torbauten an der Nahtstelle zwischen Vor- und Hauptburg. Ein Tor führt zum Park. Die Schauseite des Schlosses ist dem Park zugewandt.
Nach Nordwesten schließt eine dreiseitige Vorburg mit den Wirtschaftsgebäuden an. Maueranker mit den Jahreszahlen 1745 und 1753 zeigen das Datum der Neuerrichtung dieser Bauteile.
1861 bis 1865 wurde die Burg von Ludwig von dem Bongart dem Zeitgeschmack entsprechend im neugotischen Stil und nach Plänen des Kölner Architekten August Carl Lange umgebaut. So erhielt sie Türmchen, Zinnen, Balustraden und Balkone.

## Park

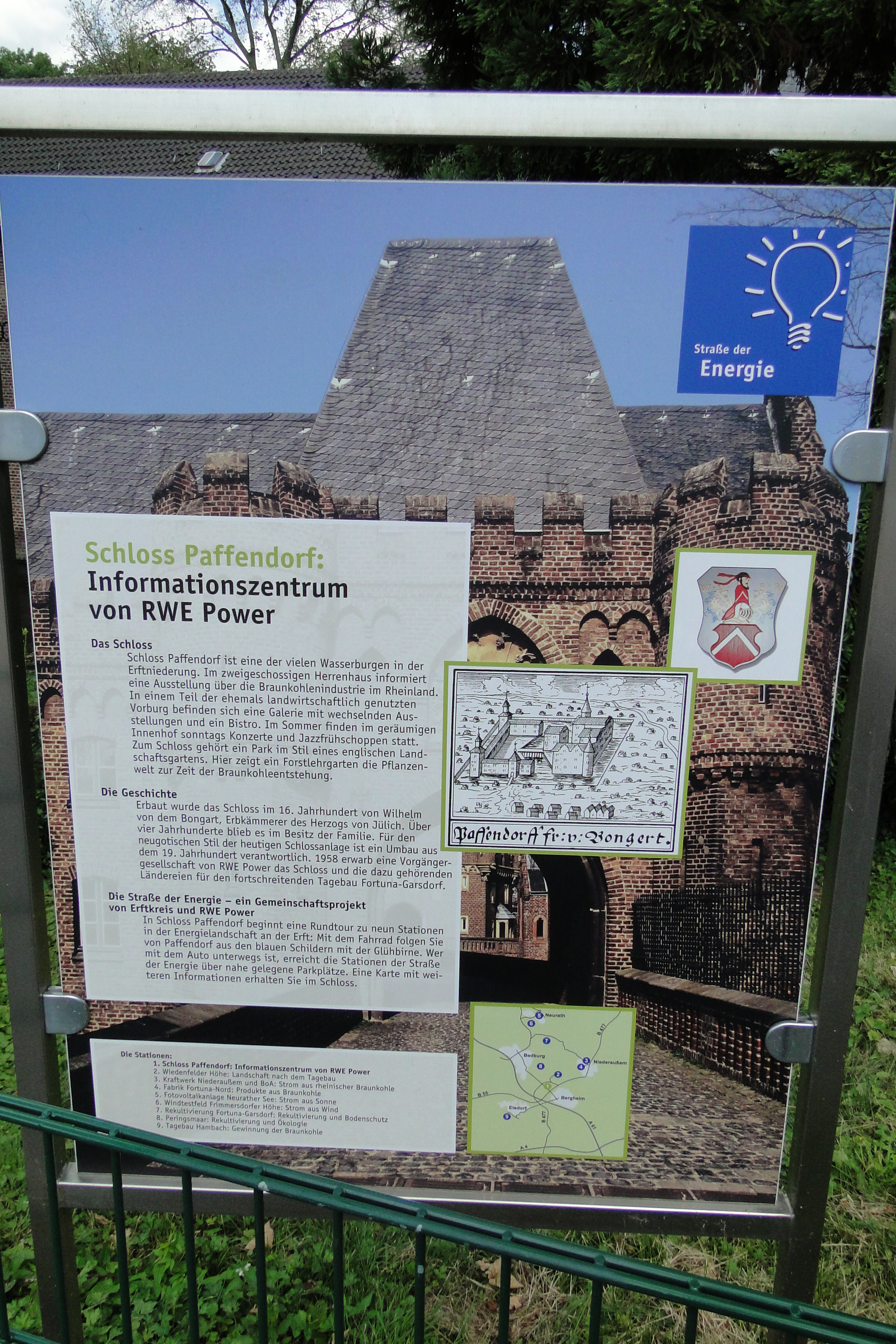
Informationstafel

Der Schlosspark umschließt 7,5 Hektar. Er wurde von Gärtnern der Rheinbraun für das vorgesehene Informationszentrum umgestaltet. In dem großen Park stehen viele alte und urzeitliche Bäume. Außerdem gibt es ausgedehnte Wasserflächen und ein kleines Moor. Die gepflegte Gartenanlage wurde 2004 in die Straße der Gartenkunst zwischen Rhein und Maas aufgenommen.

## Informationszentrum Braunkohle
In dem Schloss befand sich bis vor einiger Zeit eine Dauerausstellung zum Thema „Rheinische Braunkohle“. Es besteht aus einer früher wirtschaftlich genutzten Vorburg und einem Herrenhaus. Die Dauerausstellung befand sich im ersten Stock des Herrenhauses. Eine andere Ausstellung, die häufig wechselte, lag neben dem Bistro in der „Galerie Schloss Paffendorf“ in der Vorburg. Ein Forstlehrpfad im Park klärt die Besucher über die Pflanzenwelt des Tertiärs auf.
Das Informationszentrum ist auch Startpunkt für die von RWE-Power mit dem Rhein-Erft-Kreis ausgewiesene Straße der Energie von etwa 30 Kilometer, auf der man das zuvor Gelesene in der Realität erfahren kann.

Fotos
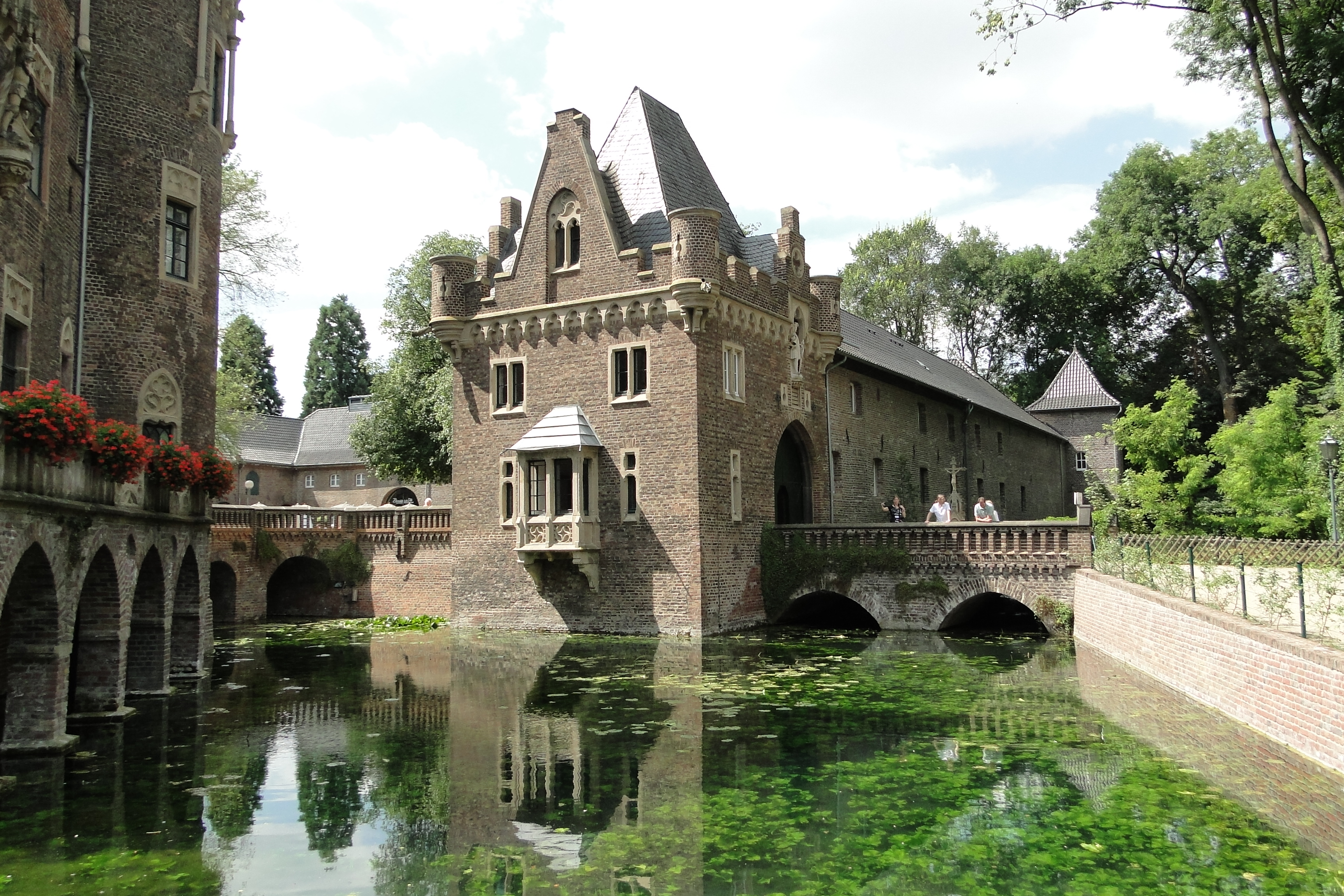
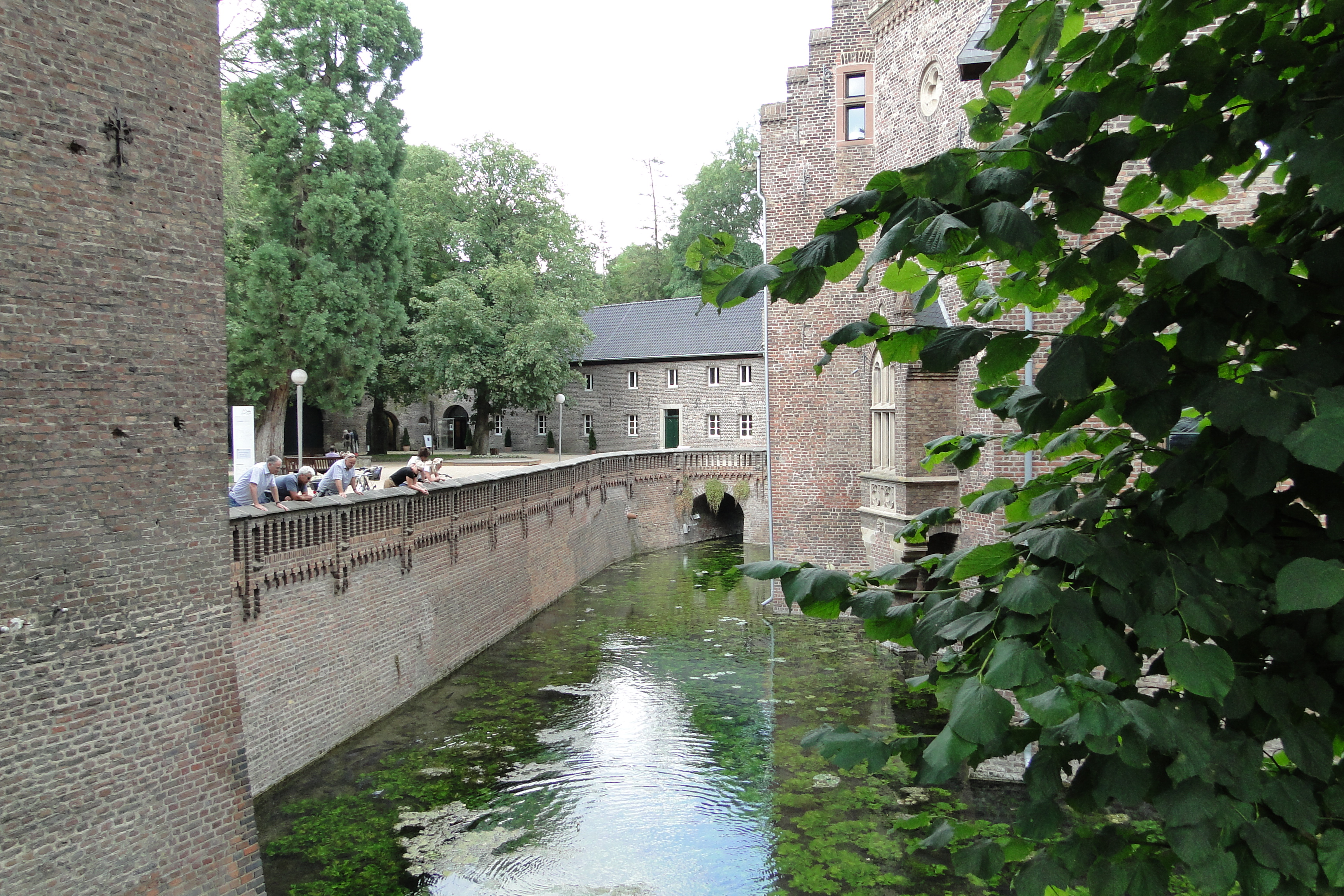
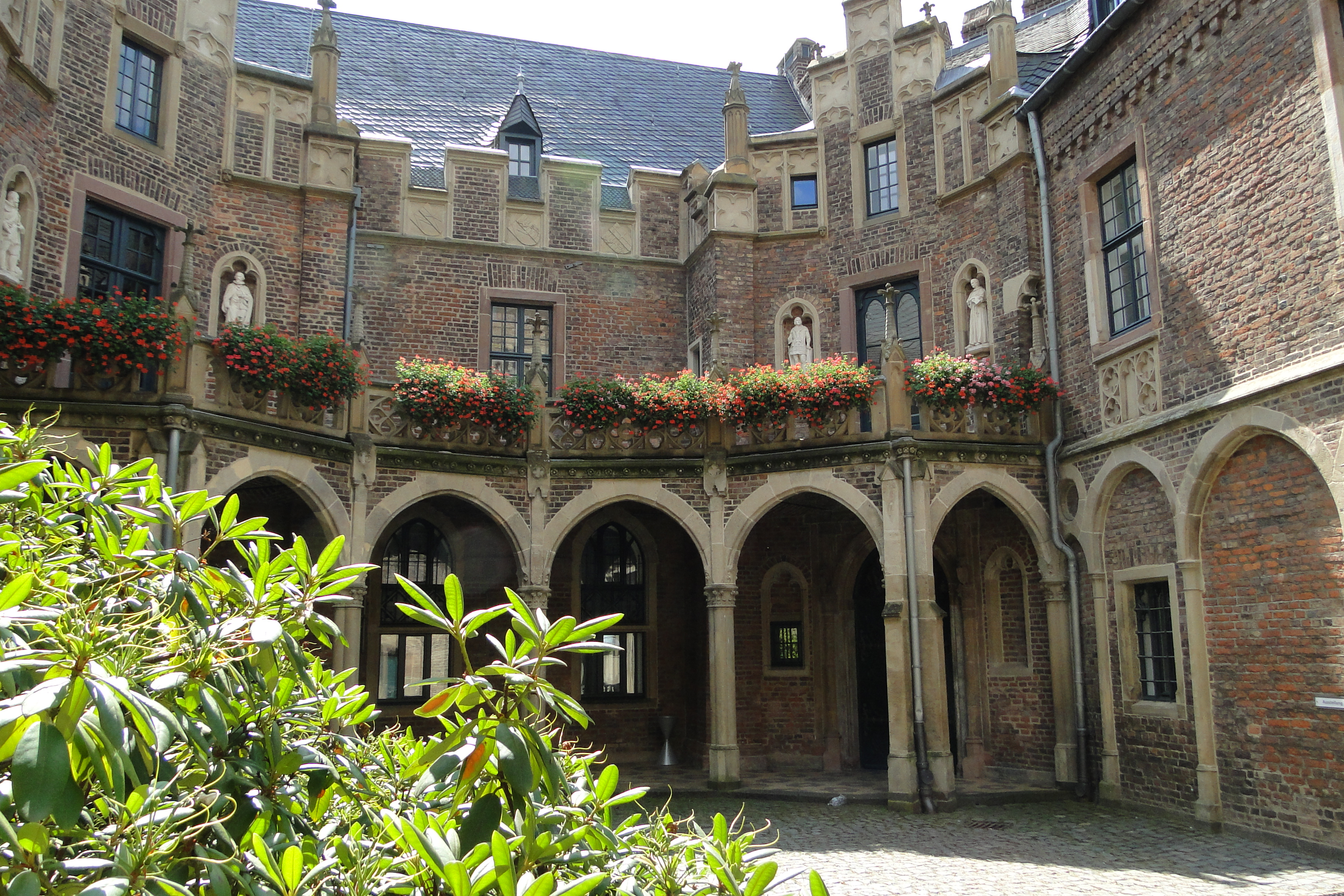
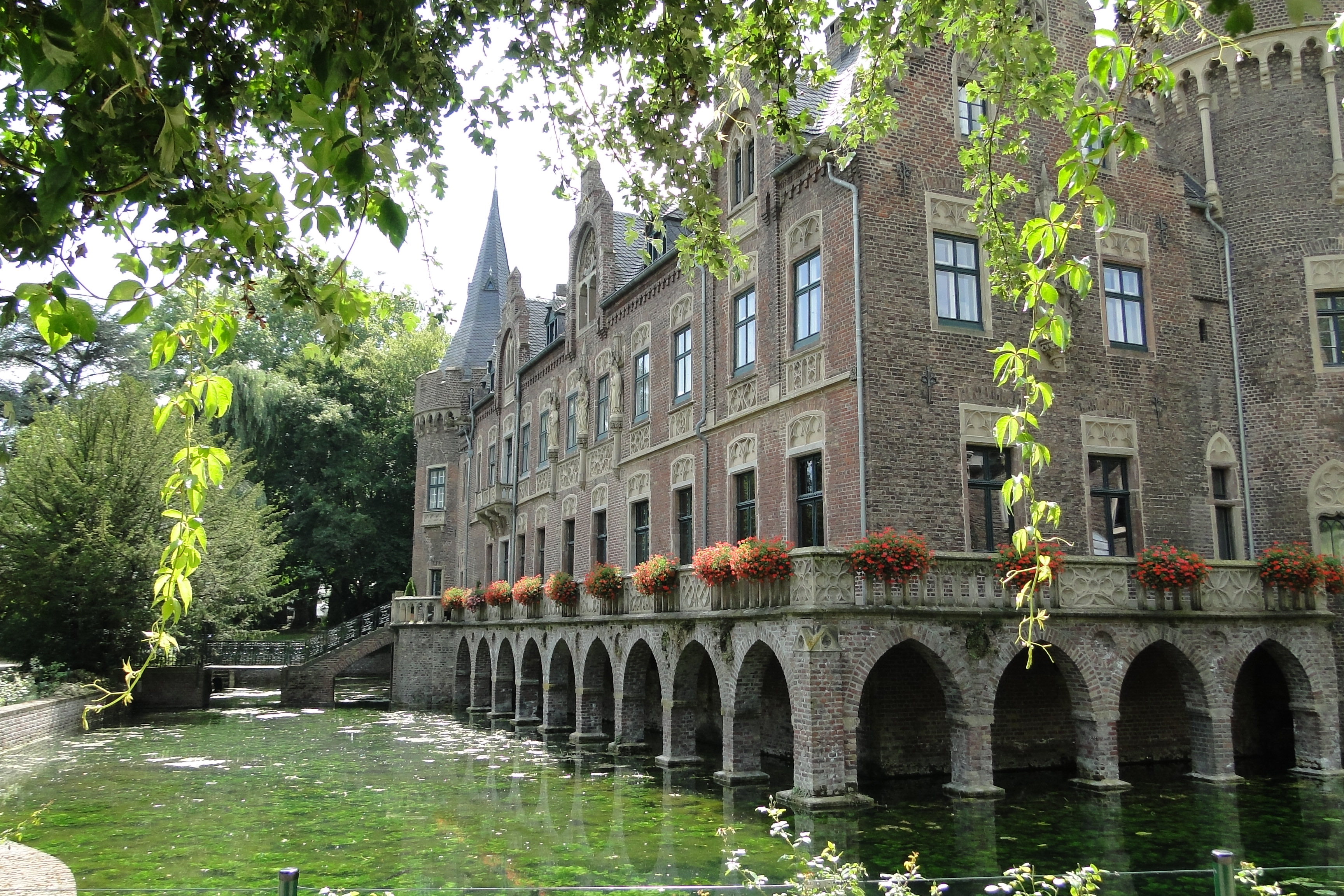